# Fête Galante (Smyth)
Fête Galante est le cinquième opéra composé par Ethel Smyth, sur un livret d'elle-même et d'Edward Shanks, d'après une nouvelle de Maurice Baring.

## Histoire
Après son quatrième opéra, The Boatswain's Mate, composé en 1913-1914 et créé en 1916, Ethel Smyth ne revient au genre qu'en 1921. La compositrice se consacrait entretemps au mouvement pour le droit de vote des femmes au Royaume-Uni, et écrivait deux livres de ses mémoires. 
En 1919, elle demande à Maurice Baring l'autorisation d'adapter à l'opéra une de ses nouvelles, Fête Galante, tirée de son recueil Orpheus in Mayfair, qu'il avait dédié à Ethel Smyth. Il n'accepte que quelques mois après un refus initial, et découragée, elle laisse traîner cette idée d'opéra. Elle y revient à l'occasion d'une commande du British National Opera en décembre 1921. Elle en écrit le livret avec le poète et auteur de science-fiction Edward Shanks (1892-1953). 
Fête Galante est créé le 4 juin 1923 au Birmingham Repertory Theatre, puis joué à Covent Garden.

## Intrigue
Alors que Colombine quitte Pierrot pour Arlequin, elle surprend la Reine avec son Amant déguisé en Pierrot… Accusé par Colombine, Pierrot affirme qu'il s'agit d'une farce, mais le Roi jaloux le met en prison et le fait pendre.

## Distribution
| Personnages                                    | Voix                        |
| ---------------------------------------------- | --------------------------- |
| The King (le roi)                              | Baryton                     |
| The Queen (la reine)                           | Mezzo-soprano               |
| The Lover                                      | Ténor                       |
| Columbine                                      | Soprano léger               |
| Pierrot                                        | Baryton léger               |
| Pantaloon                                      | muet                        |
| Harlequin                                      | Ténor léger                 |
| 4 Puppet Voices                                | Soprano, alto, ténor, basse |
| Courtisans, Invités, Satyres, Bacchantes, etc. |                             |